# Martin Kukučín
Martin Kukučín, wł. Matej Bencúr (ur. 17 maja 1860 w Jasenovej, zm. 21 maja 1928 w Pakracu) – słowacki lekarz, bardziej znany jako prozaik, dramatopisarz i publicysta. Był najważniejszym przedstawicielem słowackiego realizmu literackiego i jest uznawany za założyciela współczesnej prozy słowackiej.
Jego imieniem została nazwana planetoida (23444) Kukučín.

## Twórczość

### Proza
- 1883 – Na hradskej ceste
- 1885 – Rysavá jalovica
- 1886 – Neprebudený
- 1890 – Keď báčik z Chochoľova umrie
- 1891 – Na podkonickom bále
- 1892 – Koniec a začiatok
- 1892 – Dve cesty
- 1894 – Dies irae
- 1899 – Hody
- 1911 / 1912 – Dom v stráni
- 1922 – Črty z ciest. Prechádzky po Patagónii
- 1922 – Mladé letá
- 1926 – Mať volá
- 1927 – Bohumil Valizlosť Zábor
- 1927 – Lukáš Blahosej Krasoň
- 1928 – Košútky. Klbká. Rozmarínový mládnik.
- Čas tratí – čas platí
- Máje
- Pán majster Obšíval
- Na jarmok
- Na Ondreja
- Hajtman
- Obecné trampoty
- Z teplého hniezda
- Veľkou lyžicou
- Panský hájnik
- O Michale
- Na svitaní
- Ako sa kopú poklady
- Pozor na čižmy
- Sviatočné dumy
- Tri roje cez deň
- Svadba
- Parník
- Štedrý deň

### Dramat
- 1907 – Komasácia
- 1922 – Bacuchovie dvor
- 1924 – Obeta